# Le Fossoyeur de la pleine lune
Pour plus de détails, voir Fiche technique et Distribution.
Le Fossoyeur de la pleine lune (La casa del terror) est un film d'épouvante mexicain réalisé par Gilberto Martínez Solares et sorti en 1960.

## Synopsis
Casimiro, gardien de nuit d'un musée de cire des horreurs, fait plus souvent la sieste car son patron, le professeur Sebastian, lui prélève secrètement du sang pendant qu'il dort pour l'utiliser dans ses expériences de réanimation des morts, expériences menées dans son laboratoire caché derrière le musée de cire.
Les tentatives du docteur fou n'ont pas fonctionné jusqu'à présent, et les cadavres de ses échecs ont été recouverts de cire et placés dans le musée pour dissimuler ses crimes.
Le professeur apprend que le corps momifié d'un homme (Lon Chaney Jr.) a été retrouvé conservé dans un sarcophage égyptien. Le professeur et ses deux hommes de main volent le corps de la momie et le ramènent dans son laboratoire. Mais après avoir déballé la momie, ils ne parviennent pas à la réanimer.
Après que le docteur et ses hommes ont quitté le laboratoire cette nuit-là, un éclair réactive l'équipement et fournit la surtension nécessaire pour ranimer le mort. Alors qu'il s'efforce de reprendre conscience, les nuages se déchirent, la pleine lune éclaire son visage à travers une fenêtre et le cadavre ressuscité se transforme en loup-garou.
Casimiro aperçoit la créature errer dans le musée, mais personne ne le croit, pas même sa petite amie, Paquita. Lorsque le professeur et ses hommes reviennent, le loup-garou tue l'un de ses hommes de main, et l'homme-loup est emprisonné dans une cage à l'intérieur du laboratoire. Il s'échappe ensuite et se rend dans le parc le plus proche, où il étrangle et mord quelques innocents.
Le loup-garou se retrouve à l'appartement de Paquita, et Casimiro arrive juste à temps pour voir sa petite amie se faire enlever. Il les suit courageusement jusqu'au musée de cire et, après avoir vu le loup-garou tuer brutalement le professeur Sebastian, Casimiro s'empare du loup-garou et le bat à mort à l'aide d'une torche enflammée. Le musée et le laboratoire prennent feu et le corps du loup-garou est immolé dans les flammes.

## Fiche technique
- Titre original mexicain : La casa del terror[1]
- Titre français : Le Fossoyeur de la pleine lune[2]
- Réalisation : Gilberto Martínez Solares
- Scénario : Gilberto Martínez Solares, Fernando de Fuentes
- Photographie : Raúl Martínez Solares (es)
- Montage : Carlos Savage
- Musique : Luis Demetrio (es)
- Décors : Raúl Serrano, Jorge Fernández
- Maquillage : Román Juárez
- Production : Fernando de Fuentes
- Société de production : Diana Films
- Pays de production :  Mexique
- Langue originale : espagnol
- Format : Noir et blanc - Son mono - 35 mm
- Genre : Film d'épouvante
- Durée : 82 minutes
- Date de sortie : 
  - Mexique : 24 mars 1960
  - France : 1960[2]

## Distribution
- Germán Valdés, dit « Tin-Tan » : Casimiro
- Yolanda Varela (es) : Paquita
- Lon Chaney Jr. : la momie / le loup-garou
- Yerye Beirute (es) : Professeur Sebastián
- Óscar Ortiz de Pinedo (es) : Dr. Lorenzo Salazar, le psychiatre
- Consuelo Guerrero de Luna (es) : la patiente de Salazar
- Alfredo Wally Barrón : Nacho
- Agustín Fernández : Rito
- Rafael Estrada : Professeur Estrada
- Dacia González (es) : Mesera
- José Luis Aguirre, dit « Trotsky »
- Jesús Gómez : le policier assassiné
- Mario Sevilla : l'annonceur de la conférence

## Production
Le film a été tourné au Mexique en 1959, réalisé et scénarisé par Gilberto Martínez Solares. Juan García et Fernando de Fuentes ont coécrit le scénario final avec Solares.
L'acteur américain Lon Chaney Jr. s'est rendu au Mexique en 1959 pour jouer dans cette comédie d'horreur mettant Tin-Tan en vedette. Jerry Warren a déclaré (dans une interview avec Tom Weaver) : « Il (Chaney) n'aimait pas faire ce genre de film. Il n'aimait pas du tout être considéré comme un loup-garou. ....Il voulait être Lon Chaney, pas le genre de personnage dont le visage changeait.....mais à Hollywood, les gens font ce qu'ils ont à faire ».
Les effets de transformation du loup-garou dans le film sont assez semblables à ceux du film Le Loup-garou (1941), Chaney devant maintenir son visage immobile pendant que les lentes dissolutions le transforment en monstre. Les effets spéciaux ont été réalisés par Jorge Benavides.
Le distributeur américain Jerry Warren a acheté le film et a combiné des séquences du Fossoyeur de la pleine lune avec des séquences d'un autre film mexicain des années 1950, La momia azteca (it), afin de créer un film hybride qu'il a sorti aux États-Unis en 1965 sous le titre Face of the Screaming Werewolf. Il a supprimé presque toutes les séquences comiques de Tin-Tan du film, ne laissant que les séquences d'horreur liées à Lon Chaney, puis les a combinées avec des séquences tirées de La momia azteca, ainsi qu'avec de nouvelles séquences qu'il a filmées lui-même, le résultat étant presque impossible à regarder.